# St. Stephan (Grimoldsried)

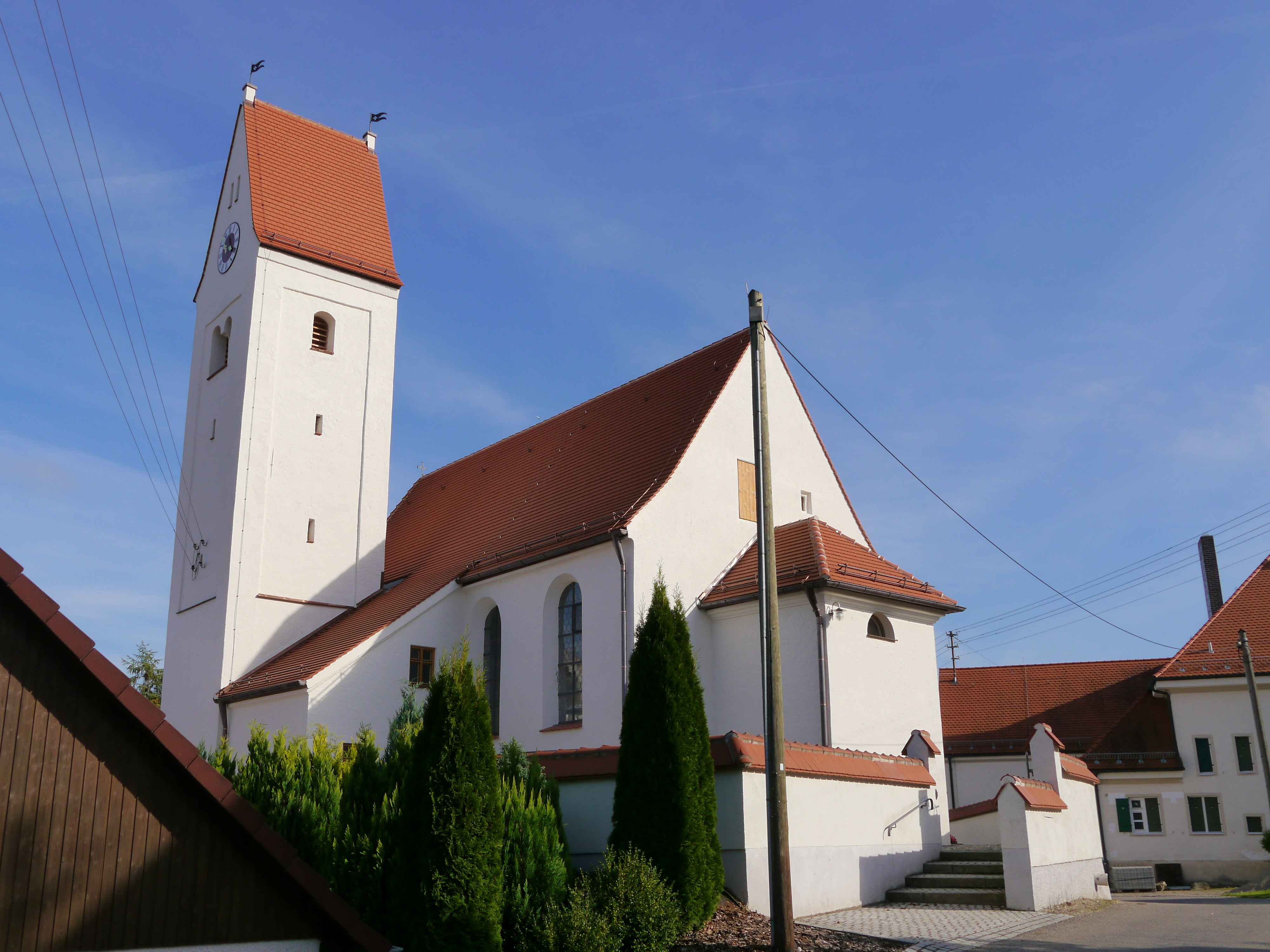
St. Stephan in Grimoldsried

Die römisch-katholische Pfarrkirche St. Stephan steht in Grimoldsried, einem Gemeindeteil von Mickhausen im schwäbischen Landkreis Augsburg in Bayern. Das denkmalgeschützte Bauwerk ist in der Liste der Baudenkmäler in Mickhausen unter der Nr. D-7-72-178-10 eingetragen. Die Pfarrei gehört zum Dekanat Schwabmünchen des Bistums Augsburg. Ihr Schutzpatron ist der heilige Stephanus.

## Beschreibung
St. Stephan in Grimoldsried ist eine um 1493 erbaute und im 18. Jahrhundert veränderte Saalkirche. Sie besteht aus dem Langhaus, einem dreiseitig geschlossenen Chor im Osten, einem Chorflankenturm mit Satteldach an dessen Nordwand und der Sakristei unter dem Schleppdach des Langhauses an der Westwand des Turms. Das oberste Geschoss des Chorflankenturms enthält den Glockenstuhl, in seinen Giebeln sind die Zifferblätter der Turmuhr angebracht.
Die Fresken im Innenraum malte 1781 Joseph Leitkrath, im Chor das Abendmahl, im Langhaus Stephanus als Märtyrer. Zur Kirchenausstattung gehört ein Hochaltar von Lorenz Luidl aus der Zeit um 1700. Auf dem Altarretabel ist Maria dargestellt.